# Primera División Femenina de baloncesto 1972-73
La temporada 1972-73 de la Liga Femenina fue la 10.ª temporada de la liga femenina de baloncesto. Se disputó entre 1972 y 1973, culminando con la victoria de Ignis Mataró.

## Liga regular
| Pos. | Equipo               | Pts. | PJ | G  | E | P  | GF   | GC   | Dif. | Clasificación o descenso             |
| ---- | -------------------- | ---- | -- | -- | - | -- | ---- | ---- | ---- | ------------------------------------ |
| 1    | Ignis Mataró         | 63   | 22 | 21 | 0 | 1  | 1386 | 843  | +543 | Campeón                              |
| 2    | Filomatic Picadero   | 54   | 22 | 18 | 0 | 4  | 1104 | 704  | +400 |                                      |
| 3    | Celta de Vigo        | 45   | 22 | 15 | 0 | 7  | 1039 | 1036 | +3   |                                      |
| 4    | CREFF Gerona         | 43   | 22 | 14 | 1 | 7  | 1018 | 984  | +34  |                                      |
| 5    | Tabacalera La Coruña | 42   | 22 | 14 | 0 | 8  | 1042 | 800  | +242 |                                      |
| 6    | CREFF Madrid         | 42   | 22 | 14 | 0 | 8  | 1130 | 956  | +174 |                                      |
| 7    | Águilas Schweppes    | 27   | 22 | 9  | 0 | 13 | 939  | 1060 | −121 | Renuncia la categoría                |
| 8    | Little Kiss          | 24   | 22 | 8  | 0 | 14 | 910  | 1069 | −159 | Acceso a la Promoción de permanencia |
| 9    | Medina Madrid        | 21   | 22 | 7  | 0 | 15 | 953  | 1170 | −217 | Acceso a la Promoción de permanencia |
| 10   | Standard Alectrica   | 19   | 22 | 6  | 1 | 15 | 912  | 1142 | −230 | Acceso a la Promoción de permanencia |
| 11   | Club Filosofía       | 14   | 22 | 5  | 0 | 17 | 857  | 1092 | −235 | Acceso a la Promoción de permanencia |
| 12   | Medina Almudena      | 0    | 22 | 0  | 0 | 22 | 874  | 1308 | −434 | Descenso a Segunda División          |

 Fuente: BRD

## Promoción de permanencia
| Local            | Agr.   | Visitante               | Ida   | Vuelta |
| ---------------- | ------ | ----------------------- | ----- | ------ |
| Club Filosofía   | 73–74  | Hispano Francés Corberó | 32–36 | 41–38  |
| Club PEM         | 113–88 | Standard Alectrica      | 53–51 | 60–37  |
| Medina La Coruña | 63–81  | Medina Madrid           | 28–44 | 35–37  |
| Little Kiss      | 99–79  | Medina Cádiz            | 71–33 | 28–46  |

## Postemporada
- Campeonas de la Primera División Femenina 1972-73: Filomatic Picadero (1er título).
- Campeonas del Campeonato de España 1972-73: Ignis Mataró (2º título).
- Clasificadas para Copa de Europa de Campeonas 1973-74: Ignis Mataró.
- Clasificadas para Copa Ronchetti 1973-74: Filomatic Picadero.
- Descendidas a Segunda División:  Medina Almudena (descenso directo), Standard Alectrica, Club Filosofía (en la promoción de descenso) y Águilas Schweppes (renuncia a la categoría).
- Ascendidas de Segunda División:  Medina Lérida (ascenso directo), PEM Aerpons, Hispano Francés Corberó (en la promoción de ascenso) y Atlético Universitario (por renuncias).

## Clasificaciones
- Campeón: Ignis Mataró (segundo título).
- Clasificados para la Copa de Europa: Ignis Mataró.
- Clasificados para la Recopa de Europa: Filomatic Picadero (campeón de Copa).
- Descienden a Segunda División: Medina Almudena (directamente), Standard y Filosofía (en la promoción).
- Ascienden de Segunda División: Medina Lérida (directamente), PEM e Hispano Francés Corberó (en la promoción).

El Águilas Schweppes cede su plaza al Atlético Universitario, de Madrid.